# Rüdiger Hütte
Rüdiger Hütte (* 12. November 1959 in Paderborn) ist ein deutscher politischer Beamter (CDU). Er war von 2007 bis 2009 Staatssekretär im Thüringer Innenministerium und von 2009 bis 2013 Leiter der Zentralabteilung im Bundespräsidialamt.

## Leben
Nach dem Abitur 1978 am Theodorianum in Paderborn und dem anschließenden Wehrdienst studierte Hütte von 1979 bis 1984 Rechtswissenschaften in Freiburg im Breisgau, Genf und Bonn. 1994 wechselte er in das Bundeskanzleramt und schließlich 1999 in die Bundestagsverwaltung.
Im Jahr 2000 ging Hütte nach Erfurt und leitete dort zunächst die Zentralabteilung im Thüringer Ministerium für Wissenschaft, Forschung und Kunst, ab 2004 die Abteilung Kommunales im Innenministerium des Freistaats. 2005 übernahm er den Posten des Direktors beim Thüringer Landtag.
Hütte ist römisch-katholischen Bekenntnisses, verheiratet und hat zwei Kinder.

## Politik
2006 wurde Hütte zum Staatssekretär im Thüringer Justizministerium ernannt. Im Juni 2007 wechselte er als Nachfolger von Stefan Baldus in das Innenministerium. Nach dem Rücktritt des thüringischen Innenministers Karl Heinz Gasser übernahm Hütte vom 8. April bis 8. Mai 2008 kommissarisch die Leitung des Ministeriums.
Zum 1. September 2009 schied er aus dem Amt des Staatssekretärs und wurde als Nachfolger von Cornelia Quennet-Thielen Leiter der Abteilung für zentrale Angelegenheiten und Ministerialdirektor im Bundespräsidialamt in Berlin. Nach der Landtagswahl in Thüringen 2009 und der Bildung der neuen Landesregierung unter Christine Lieberknecht wurde am 4. November 2009 Jörg Geibert zum neuen Thüringer Innenstaatssekretär ernannt.
2013 wurde er in den einstweiligen Ruhestand versetzt. Von Mai 2015 bis Mai 2020 war er hauptamtlicher Vorstand der Stiftung Deutsches Zentrum Kulturgutverluste.